# Metro Cebu
Metro Cebu (Cebuano: Kaulohang Sugbo) est la région métropolitaine de la province de Cebu aux Philippines et la deuxième plus importante du pays après Metro Manila. Elle s'articule autour de Cebu City et de douze villes et municipalités sur les îles de Cebu et Mactan.

## Villes et municipalités
Les sept villes (Cebu City, Carcar, Danao, Lapu-Lapu, Mandaue, Naga, Talisay) et six municipalités (Compostela, Consolacion, Cordova, Liloan, Minglanilla, San Fernando) qui composent Metro Cebu sont coordonnées par le Metro Cebu Development and Coordinating Board (MCDCB).
| Ville ou Municipalité | Population en 2015 |
| --------------------- | ------------------ |
| Cebu City             | 922 611            |
| Lapu-Lapu             | 408 112            |
| Mandaue               | 362 654            |
| Talisay               | 227 645            |
| Danao                 | 136 471            |
| Minglanilla           | 132 135            |
| Consolacion           | 131 528            |
| Carcar                | 119 664            |
| Liloan                | 118 753            |
| Naga                  | 115 750            |
| San Fernando          | 66 280             |
| Cordova               | 59 712             |
| Compostela            | 47 898             |
| Total                 | 2 849 213          |

## Transports et infrastructures

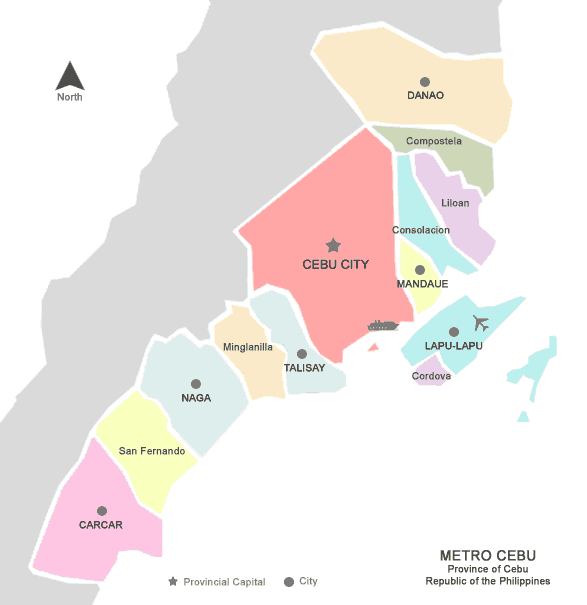
Carte de Metro Cebu

### Infrastructures routières
L'agglomération est reliée au nord de l'île de Cebu par la Central Nautical Highway et au sud par la South Cebu Road qui longent le littoral. Deux autres routes traversent la chaîne de montagnes jusqu’à la rive ouest de Cebu : la Cebu Transcentral Highway et la Cebu-Toledo Warf Road.
Une première portion du contournement coté littoral est inaugurée en 2010 : la Cebu Coastal Road relie Talisay au port de Cebu et doit être prolongée par la Mandaue Coastal Road jusqu'à Consolacion.
Un deuxième projet de contournement est prévu, coté montagne, afin de désengorger les villes de Cebu City et Mandaue. La Cebu Expressway doit relier Naga à Danao et est encore dans sa phase d'étude début 2020.
La zone urbaine située sur l'île de Cebu est reliée à celle sur l'île de Mactan par deux ponts entre Mandaue et Lapu-Lapu. Un troisième pont, entre Cebu City et Cordova, est en service depuis 2022 et un quatrième pont doit être construit en coopération avec l'Agence de coopération internationale du Japon (JICA).

### Transports aériens
L'aéroport international de Mactan-Cebu est situé à Lapu-Lapu; il est deuxième aéroport des Philippines.

### Infrastructures maritimes
Le port de Cebu City est le deuxième port du pays. Il sera épaulé en 2022 par un nouveau terminal à Talisay dont les travaux ont commencé 2019. Un troisième terminal construit en coopération avec la Corée du Sud doit aussi être mis en chantier fin 2020 à Consolacion (barangay Tayud).